# Luigi Piglione
Luigi Piglione (Corsione, 28 ottobre 1866 – Monte Kukla, 10 maggio 1916) è stato un militare italiano, che con il grado di tenente colonnello del Corpo degli alpini, fu decorato di Medaglia d'oro al valor militare alla memoria nel cordo della prima guerra mondiale.

## Biografia
Nacque a Corsione, provincia di Asti,il 28 ottobre 1866, figlio di Emiliano e Matilde Barrovero, e compì studi liceali ad Asti, al termine dei quali si per arruolò nel Regio Esercito. Iniziò a frequentare la Regia Accademia Militare di Modena, al termine della quale, con il grado di sottotenente, venne assegnato al 5º Reggimento alpini.
Tenente nel 1893, ricoprì per sei anni il ruolo di aiutante maggiore di battaglione. Nel 1899 sposò la signorina Linda Arimondi,  originaria di Chiusa di Pesio. Promosso capitano nel 1905, fu trasferito al 2º Reggimento alpini di base a Cuneo, fu nominato aiutante in prima e si laureò in giurisprudenza presso l’Università di Torino.
Si distinse anche come profondo conoscitore della lingua latina, di strategia e delle tecnica militare, raccogliendo i suoi pensieri nel volume  "La guerra in montagna" in cui esprimeva i suoi dubbi sull'efficacia della guerra di posizione, strategia che fu poi adottata sulle Alpi Carniche tra il 1915 ed il 1918.
Promosso maggiore nell’aprile 1915, assunse il comando del Battaglione alpini "Saluzzo", e con l’entrata in guerra del Regno d’Italia, avvenuta il 24 maggio successivo, iniziò subito ad operare in Carnia, sul Pal Piccolo e Pal Grande. Nel marzo 1916 divenne tenente colonnello, e alla testa del suo reparto passò ad operare nella conca di Plezzo. Nel mese di aprile gli fu affidato il compito di riconquistare il monte Kukla, che il nemico aveva occupato nel mese di febbraio, distinguendosi per coraggio e lealtà. In seguito ai lavori di approccio, tra il 7 e il 9 aprile il battaglione si portò a 50 metri dalla vetta, e il 10 maggio lanciò l’attacco a sorpresa sul rovescio della posizione tenuta dagli avversari, preceduto da un breve, ma intenso fuoco d’artiglieria. Nel momento in cui le sue truppe occupavano la posizione, una pallottola di una raffica di mitragliatrice lo colpì alla spalla, seguita da una seconda che lo prese nel petto, e una terza in piena fronte uccidendolo suo colpo.
Con Decreto Luogotenenziale del 9 luglio 1916 S.M. il Re Vittorio Emanuele III gli conferì, "motu proprio", la Medaglia d'oro al valore militare alla memoria. Il 4 novembre 1923 le spoglie mortali vennero traslate dal cimitero di Caporetto a quello di Cuneo, e infine nel 1932 presso il cimitero di Chiusa di Pesio.

### Riconoscimenti
La città di Cuneo ospita in via Bongioanni una caserma a lui dedicata, che fu sede del distretto militare. Corsione e Asti gli hanno dedicato una via.

### Annotazioni
1. ↑  Il giorno 5 aveva respinto con successo un attacco austro-ungarico, catturando quaranta prigionieri.

### Fonti
1. 1 2 3 4  Bianchi, Cattaneo 2011, p. 106.
2. 1 2 3 4 5 6 7 8 9  Combattenti Liberazione.
3. 1 2 3 4 5 6 7  Canavese 2012, p. 3.
4. 1 2 3  Bianchi, Cattaneo 2011, p. 107.
5. ↑  Storia del Battaglione Alpini Saluzzo Archiviato il 7 dicembre 2019 in Internet Archive. da Sito Vecio.it
6. ↑  Sito dell'Esercito Italiano Archiviato il 29 luglio 2010 in Internet Archive., 2º reggimento Alpini
7. ↑  Scheda di Luigi Piglione dal sito del Quirinale

### Periodici
- Rino Canavese, Fieri soldati della montagna, in Chiusa Antica, n. 21, Chiusa di Pesio, Associazione di informazione storico-culturale, giugno 2012,  p. 3.